# Jean-Baptiste de Villèle
Jean-Baptiste-Guillaume-Joseph de Villèle (ur. 14 kwietnia 1773 w Tuluzie  – zm. 13 marca 1854), francuski polityk i arystokrata, premier Królestwa Francji od 1821 do 1828.

## Kariera polityczna

### Podczas panowania Ludwika XVIII
W następstwie zamachu na księcia de Berry w lutym 1820 Villèle został przewodniczącym Izby (czerwiec 1820), następnie wszedł do rządu księcia de Richelieu jako minister bez teki (grudzień 1820), jednak podał się do dymisji w lipcu 1821 w proteście wobec zbyt liberalnej, jego zdaniem, polityki rządu. 
Po upadku Richelieu Ludwik XVIII mianował Villèle'a najpierw ministrem finansów (grudzień 1821), a następnie premierem (wrzesień 1822). Jego dojście do władzy oznaczało triumf stronnictwa ultrakonserwatywnego, popieranego przez hrabiego d'Artois, późniejszego Karola X. Stronnictwo to i Villèle jako premier było wspierane przez Rycerzy Wiary i Kongregację. 
Do najważniejszych posunięć Villèle'a należy w tym okresie przywrócenie cenzury prewencyjnej.

### Podczas panowania Karola X
Za panowania znanego z ultrakonserwatywnych przekonań Karola X rząd Villèle'a wprowadził szereg konserwatywnych w wydźwięku kroków m.in. ustawę o świętokradztwie z 1825 (stanowiła, iż profanacja będzie karana śmiercią) oraz rozwiązanie mieszczańskiej, liberalnej Gwardii Narodowej (29 kwietnia 1827). Dymisja Villèle'a była spowodowana jego rosnącą niepopularnością, krytyką opozycji prawicowej z otoczenia króla oraz przegranymi przez ultrasów wyborami 17 i 24 listopada 1827, w wyniku których w Izbie Deputowanych zasiadało około 170-180 liberałów (m.in. Jacques Laffitte, Casimir Périer, Benjamin Constant), 75 prawicowców krytykujących politykę Villèle'a oraz jedynie 175 deputowanych popierających politykę rządu. Po dość długim okresie wahania Karol X przyjął ostatecznie 3 stycznia 1828 dymisję gabinetu, która została złożona 5 grudnia 1827.